# Espectáculo de medio tiempo navideño 2024 de la NFL
El espectáculo de medio tiempo de Navidad 2024, también conocido como el Beyoncé Bowl, se llevó a cabo el 25 de diciembre de 2024 en el NRG Stadium, ubicado en Houston (Texas), durante el partido entre los equipos profesionales Baltimore Ravens y Houston Texans. La actuación fue encabezada por la cantante estadounidense Beyoncé y marcó el primer espectáculo musical del partido navideño de la NFL, formando parte adicionalmente de la primera transmisión de los partidos de dicha liga deportiva a través de Netflix.
La presentación fue producida por Parkwood, la compañía productora de Beyoncé, en colaboración con Jesse Collins Entertainment. El repertorio contó con las primeras interpretaciones en vivo de temas de su octavo álbum de estudio, Cowboy Carter (2024), así también con canciones anteriores de su discografía interpoladas musicalmente. El evento fue estrenado como un especial navideño en la plataforma de streaming días después.
El espectáculo recibió elogios por la crítica especializada, con diversas publicaciones considerándolo un parteaguas exitoso tanto para Netflix como para la NFL, y por haber estado a la par del Super Bowl en época decembrina, además de romper récords de audiencia. Asimismo, recibió cuatro nominaciones para la 77.ª edición de los Premios Emmy de Artes Creativas, incluyendo  Mejor especial de un programa de variedades (en vivo). Por su parte, Beyoncé ganó el Premio Primetime Emmy a Mejor vestuario en un programa especial, de telerrealidad o de variedades.

## Antecedentes

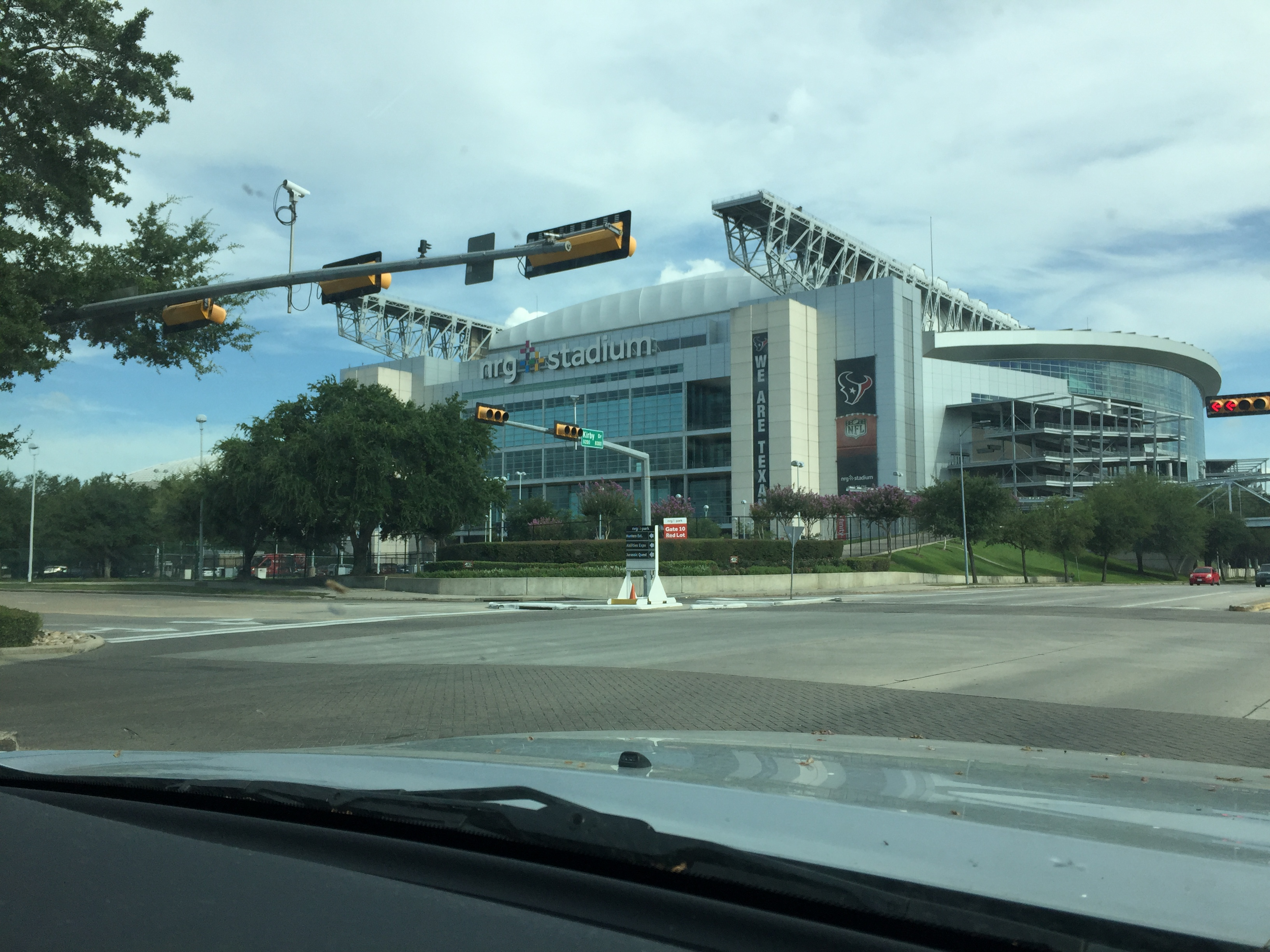
NRG Stadium, recinto que albergó el espectáculo.

El 17 de noviembre de 2024, se anunció que Beyoncé encabezaría el primer espectáculo de medio tiempo del partido navideño de la National Football League para promocionar su álbum más reciente, Cowboy Carter, lanzado el 29 de marzo de ese mismo año. La actuación coincidió con el encuentro entre los Baltimore Ravens y los Houston Texans en el NRG Stadium de Houston, la ciudad natal de la cantante. Beyoncé anunció su participación mediante un avance visual, en el que aparece atrapando un balón de futbol americano encima de un automóvil cubierto con pétalos de rosas rojas mientras se reproduce un fragmento del tema «Ameriican Requiem».
La transmisión de los partidos de Navidad NFL 2024 fue la primera emisión en vivo de eventos deportivos de la cadena deportiva en Netflix. Múltiples suscriptores de la plataforma mostraron inquietud sobre posibles problemas técnicos que pudieran ocurrir al momento del espectáculo, a raíz de que durante el combate de boxeo entre Jake Paul y Mike Tyson se suscitaron múltiples inconvenientes de multimedia. Netflix indicó a un representante de CNN que «se ha optimizado la tecnología para asegurar una buena experiencia a los espectadores después de sus reportes realizados en la defectuosa transmisión durante el combate de Paul y Tyson».
Beyoncé publicó un segundo avance el 11 de diciembre de 2024, en el que mediante disparos mímicos enciende las luces navideñas de un cactus decorado en medio de un desierto cubierto en nieve. Un tercer y último avance fue publicado el 24 de diciembre, un día antes de la presentación, con Beyoncé simulando entonar las notas de banjo del tema «Texas Hold 'Em», y sonriendo burlonamente después de una falsa falla de reproducción en el video.

## Desarrollo

### Preparativos

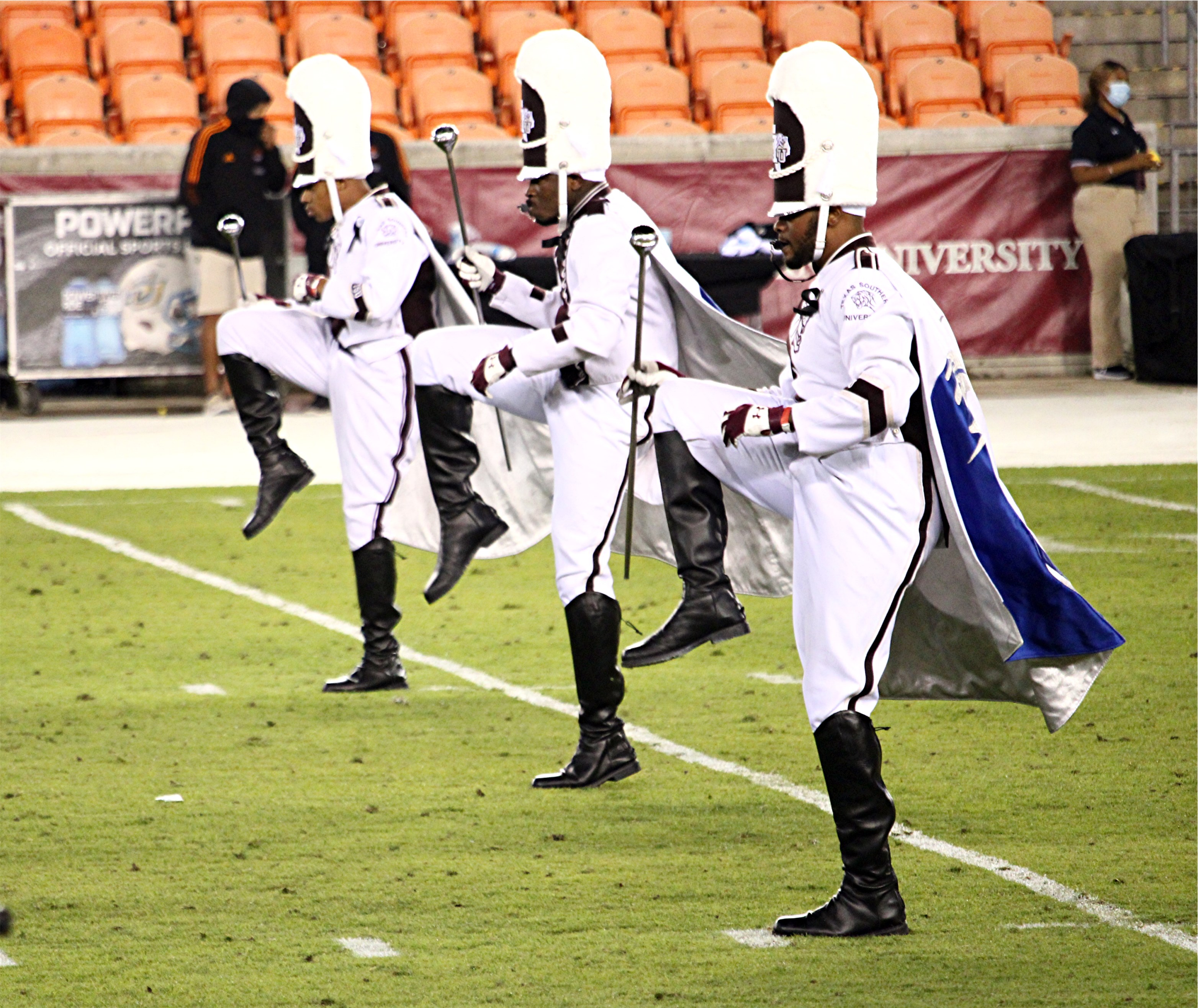
La presentación rindió un tributo a las bandas musicales de las HBCU.

El espectáculo fue conceptualizado para rendir homenaje a la cultura del rodeo presentado como un desfile navideño, con Beyoncé incluyendo múltiples invitados especiales tales como la vaquera mexicana, Melanie Rivera, la leyenda del jineteo de toros, Myrtis Dightman, y la primera «Reina de Rodeo» afroamericana de Arkansas, Ja'Dayia Kursh. El dueño de los Texans, Cal McNair, y su esposa Hannah, también formaron parte de la caravana de la presentación musical.
Alrededor de doscientos miembros de la Ocean of Soul Marching Band de Texas Southern University, una universidad históricamente negra (HBCU por sus siglas en inglés), participaron como músicos del ensamble en vivo, mientras que las porristas de los Texans fungieron adicionalmente como majorettes. La coreografía estuvo principalmente a cargo de Charm La'Donna y Tyrik J. Patterson, al mismo tiempo que Parris Goebel fue la encargada del segmento correspondiente a la canción «Sweet Honey Buckiin'».

### Moda
Continuando con la temática de Cowboy Carter, la actuación contó con indumentaria alusiva a la moda western estilizada por Shiona Turini, quien fue también la principal colaboradora de guardarropa del Renaissance World Tour. Beyoncé lució un traje blanco con chaparreras de Lindsey James Show Clothing, un abrigo blanco de piel de Roberto Cavalli, joyería de Lorraine Schwartz y botas de Christian Louboutin. De acuerdo a Business Insider, el atuendo parecía «seguir el patrón de una mariachi».
Un sombrero vaquero de color blanco hecho a la medida fue diseñado por ASN, una marca establecida en Los Ángeles fundada por las hermanas mexicoamericanas Alejandra Georgevich e Ilsse Nevarez de Texas. La pieza fue elaborada usando lana virgen lavada, fregada y secada a mano.
La hija de Beyoncé, Blue Ivy, portó botas de la marca Akira y un conjunto personalizado con detalles de piedras preciosas diseñado por el modista ucraniano Ivan Frolov, mientras que vestidos prêt-à-porter de Dolce & Gabbana, botas de la marca italiana Paris Texas y sombreros vaqueros de Stetson fueron utilizados por las cantantes femeninas invitadas.

## Actuación
Al inicio del espectáculo, Beyoncé aparece en los pasillos del estadio montando un caballo blanco e interpretando «16 Carriages». Al finalizar, las cantantes Tanner Adell, Brittney Spencer, Tiera Kennedy y Reyna Roberts la acompañan para entonar «Blackbiird», versión del tema del mismo nombre de The Beatles. Tras ello, Beyoncé entra al escenario del campo para cantar «Ya Ya», con una estructura en forma de carruaje rodeada de Cadillacs blancos y de los bailarines con bandas en las que se lee «Cowboy Carter». Posteriormente, presenta «My House» con todo el grupo de baile incluyendo a su hija Blue Ivy y una inmensa marching band afroamericana.
La formación del campo se torna en un «desfile navideño con bandas de marcha HBCU», mientras Shaboozey se une a Beyoncé para interpretar un mashup coreografiado de «Spaghettii» y «Riiverdance» antes de la presentación de «Sweet Honey Buckiin'». Más adelante, Post Malone aparece en la parte trasera de una pickup cubierta en mezclilla para continuar el repertorio con el dueto de «Levii's Jeans». Luego, Beyoncé canta su versión de «Jolene» encima de la parte trasera de un Cadillac en movimiento. «Texas Hold 'Em» cierra el espectáculo con una coreografía inspirada en los honky tonks y ejecutada con paliacates. Beyoncé asciende desde el centro del campo sobre una plataforma y finaliza con una bandera gigante desprendiéndose, en la que se lee la onomatopeya «bang».

## Recepción

### Comentarios de la crítica

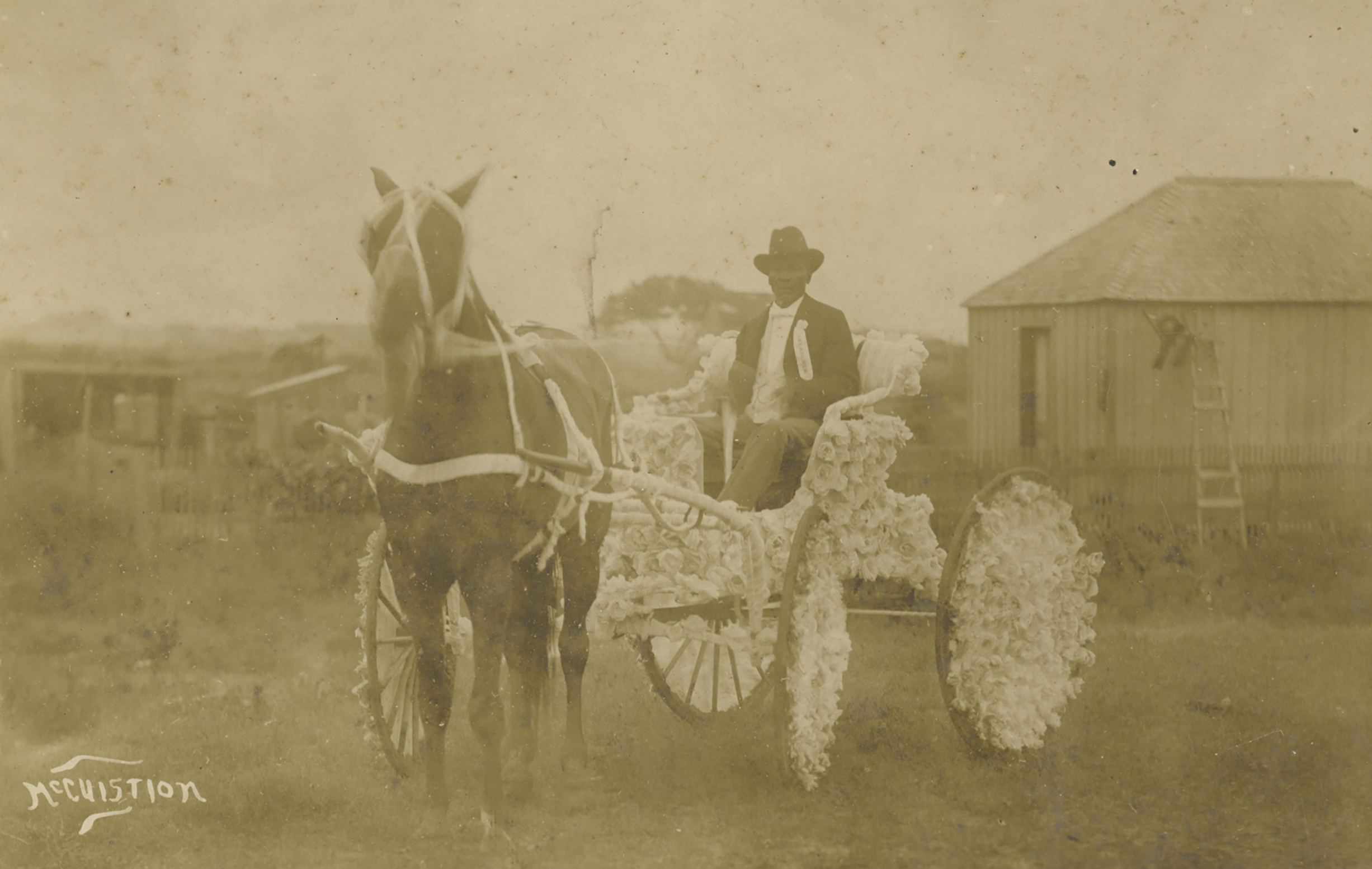
El espectáculo recibió elogios por su diseño de producción, con el uso de carrozas cubiertas de flores visto como un homenaje a los primeros desfiles del Juneteenth, tal como se muestra en la imagen.

El espectáculo de medio tiempo fue recibido con elogios por parte de los críticos. Escritores de Billboard indicaron que el evento sería considerado dentro de las mejores presentaciones en la carrera de Beyoncé, describiéndolo como un tributo «espectacular y único» a sus raíces texanas, su comunidad, y al legado de afroamericanos sureños en la cultura y la música. Charisma Madarang de Rolling Stone lo denominó como «electrizante y sensacional», mientras que Ed Power de The Daily Telegraph lo nombró una «extravagancia impresionante y alucinante». En una reseña para The Guardian, Ben Beaumont-Thomas elogió el vestuario portado por Beyoncé, los bailarines y todo el ensamble presente durante el medio tiempo, caracterizándolo como «deslumbrante» y «teatral». Shanna McCarriston de CBS Sports proclamó a la presentación como «inolvidable», escribiendo que logró capturar tanto el «espíritu de Texas» como el «espíritu de Cowboy Carter».
En una crítica laudatoria, Lindsay Zoladz de The New York Times recalcó el «impresionante» diseño de producción, definiéndolo como una puesta en escena «magníficamente ingeniosa con detalles de fondo y composición», y también como una reinvención a gran escala de la música country y la cultura sureña. Zoladz añadió que el espectáculo fue una «exhibición imponente» de una gran cantidad de músicos, bailarines y extras «que rivalizaba con una superproducción cinematográfica, mientras Beyoncé compartía protagonismo con artistas negros emergentes del género y artistas locales». Exaltando la «destreza escénica» de la intérprete durante la «actuación magistralmente montada», Zoladz concluyó: «¿Quién, sino Beyoncé, podría lograr este tipo de espectáculo?». A su vez, Larisha Paul de Rolling Stone elogió de manera similar la producción dinámica del espectáculo, destacando el uso de plataformas flotantes, escenarios móviles, automóviles y caballos, así como también la participación de los bailarines, invitados especiales, y la banda de música. Además, hizo énfasis en los carruajes cubiertos de flores, los cuales indicó ser un homenaje a los utilizados durante los primeros desfiles de Juneteenth en Texas, desde 1895 hasta principios del siglo XX.

### Audiencia
La actuación de medio tiempo rompió récords en términos de audiencia e impulsó al partido navideño para convertirse en el juego más visto desde el 2001, siendo sintonizada por 27 millones de personas en Estados Unidos. La Directora de Operaciones de Netflix, Bela Bajaria, clasificó a la fecha como un «día bate récords» y el «mejor regalo de Navidad que podríamos haber obsequiado». Tras solo diez días después de haberse estrenado en la plataforma, el espectáculo había sido visto por más de 50 millones de personas nivel mundial.

## Impacto
De acuerdo a la publicación IQ Magazine, la presentación marcó «el futuro de los conciertos por streaming» debido a que se aperturó un nuevo mercado para que las plataformas digitales puedan proporcionar oportunidades de visualización a largo plazo en eventos con alta demanda.
Diversos medios indicaron que el Beyoncé Bowl elevó la fecha correspondiente al partido navideño de la NFL a un nivel de relevancia en la industrial del entretenimiento a la par del Super Bowl, generando una nueva «tradición festiva» y modificando la manera en que la audiencia consume las transmisiones deportivas. Mesfin Fekadu de The Hollywood Reporter señaló que el evento fue «tan electrizante» que cimentó otro «espectáculo cotizado» y una «ocasión dorada en la cultura popular» de la NFL en adición al medio tiempo del Super Bowl, mientras que Jason Aten de Inc. comentó que la presentación también aseguró el éxito de la incursión de Netflix en la transmisión de deportes en vivo, brindando a la plataforma un momento cultural equivalente a un «milagro navideño». Semejantemente, Alejandra Salazar, escritoria de la revista PRWeek, opinó lo siguiente:

El Beyoncé Bowl redefinió lo que un juego de temporada regular puede lograr en términos de audiencia y publicidad [...] un juego que antes podía pasar desapercibido es ahora un caso de estudio por la manera en que se aprovecharon dos de los territorios publicitarios más importantes — el entretenimiento deportivo y los eventos culturales — y cómo se ha creado una nueva era de espectáculos de medio tiempo.

El hashtag #BeyonceBowl se posicionó rápidamente en el #1 a nivel mundial de la plataforma X (anteriormente Twitter) a tan solo minutos de haber iniciado la presentación, superando incluso a la tendencia #Christmas. El espectáculo también generó conversaciones y análisis sobre la historia y cultura afroestadounidense presente en la música country y en la cultura occidental, con medios tales como The Guardian, The New York Times, y The Times realizando publicaciones de artículos abordando dichos temas.

## Lista de canciones
1. «16 Carriages»
2. «Blackbiird» (con Tanner Adell, Brittney Spencer, Tiera Kennedy y Reyna Roberts)
3. «Ya Ya» (incluye elementos de «Freedom»)
4. «My House»
5. «Spaghettii» / «Riiverdance»
6. «Sweet Honey Buckiin'» (con Shaboozey; parte de «Honey» omitida)
7. «Levii's Jeans» (con Post Malone)
8. «Jolene» (incluye elementos de «Tyrant»)
9. «Texas Hold 'Em» (incuye elementos de «(Pony Up) Remix» y «Break My Soul»)

## Premios y nominaciones
| Premio | Fecha de ceremonia                                  | Categoría                                                                 | Receptores                                                                           | Resultado | Ref.   |
| ------ | --------------------------------------------------- | ------------------------------------------------------------------------- | ------------------------------------------------------------------------------------ | --------- | ------ |
| 2025   | 77.ª edición de los Premios Emmy de Artes Creativas | Mejor especial de un programa de variedades (en vivo)                     | Beyoncé Bowl                                                                         | Pendiente | [ 44 ] |
| 2025   | 77.ª edición de los Premios Emmy de Artes Creativas | Mejor dirección en un especial de programa de variedades                  | Beyoncé Knowles-Carter y Alex Rudzinski                                              | Pendiente | [ 44 ] |
| 2025   | 77.ª edición de los Premios Emmy de Artes Creativas | Mejor producción en un especial de programa de variedades                 | Willo Perron, Brian Stonestreet, Gloria Lamb, Jonathan Stoller-Schoff, y Marina Skye | Pendiente | [ 44 ] |
| 2025   | 77.ª edición de los Premios Emmy de Artes Creativas | Mejor coreografía en un programa de variedades o telerrealidad            | Truck Patterson, Charm La'Donna, Christopher Grant, y Parris Goebel                  | Pendiente | [ 44 ] |
| 2025   | 77.ª edición de los Premios Emmy de Artes Creativas | Mejor vestuario en un programa especial, de telerrealidad o de variedades | Beyoncé Knowles-Carter y Shiona Turini                                               | Ganador   | [ 44 ] |